# EMD SD9
EMD SD9은 제너럴 모터스 일렉트로 모티브 디버전에서 1954년 1월부터 1959년 6월까지 생산한 디젤 기관차 모델이다. EMD 567C 16기통 엔진은 1,750 마력 (1.30 MW)을 생성했다.

## 추가 읽기
- 위더스, 폴 K. (1996). 《Diesel Era November/December 1996, Vol 7 No.6》. 위더스 출판.
- 핑케핀크, 제리 A. (1973). 《두 번째 디젤 스포터 가이드》. 밀워키, 위스콘신: 칼름바흐 출판. ISBN 978-0-89024-026-7.
- 사르베레니, 로버트. EMD SD9 Original Owners. 2006년 8월 27일에 검색
- 코마네스키, 존.  Preserved EMD Locomotives. 2009년 5월 18일에 검색